# Horst Marquardt

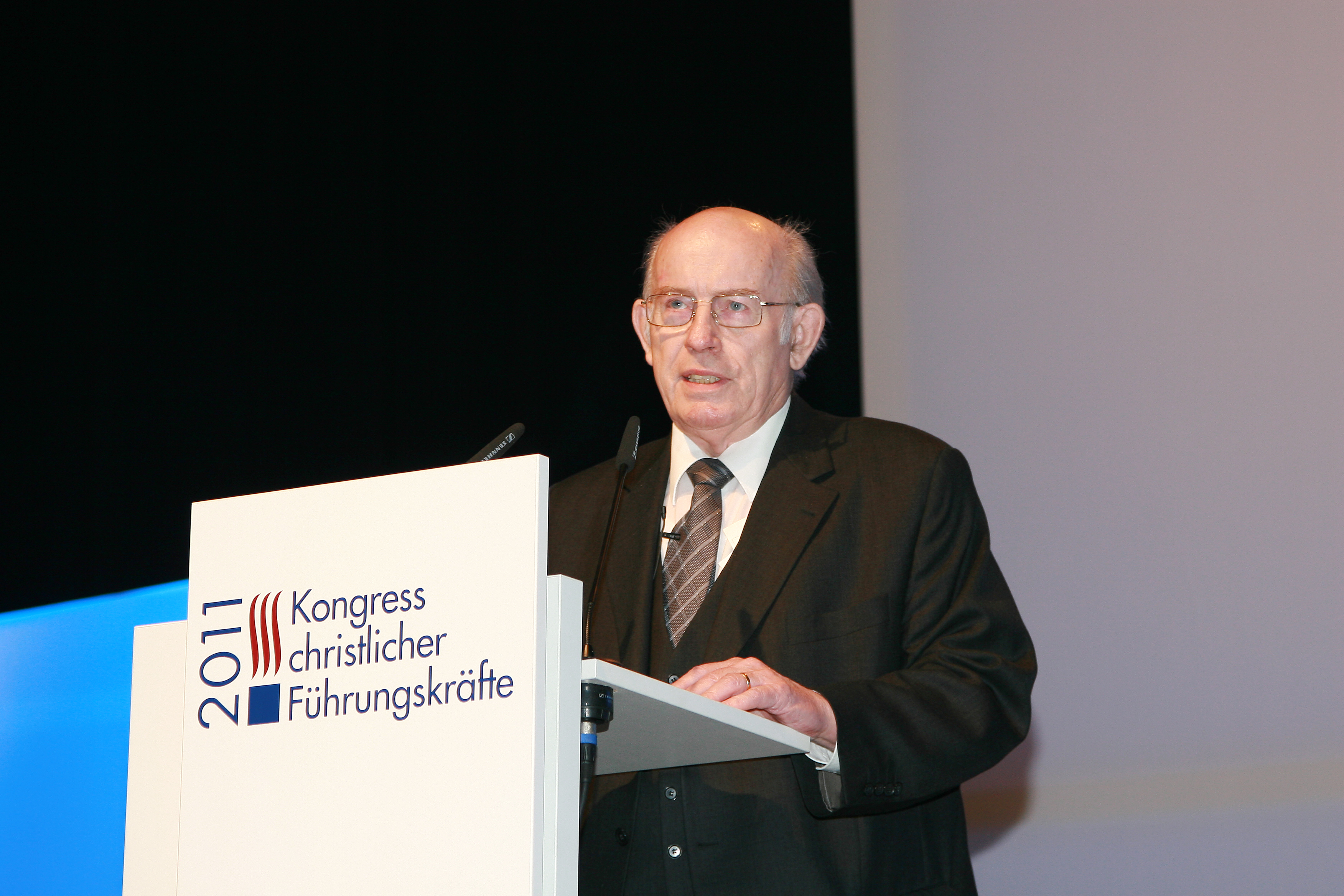
Horst Marquardt (Februar 2011)

Horst Marquardt (* 14. Juli 1929 in Berlin; † 2. November 2020 in Minden) war ein evangelisch-methodistischer deutscher Theologe, Journalist, Autor und Mitbegründer evangelikaler Werke wie ERF, idea und Christliche Medieninitiative pro.

## Leben und Wirken
Marquardt wuchs in Berlin in einer christlichen Familie auf. Als er 10 Jahre alt war, zog die Familie nach Breslau. 1945 meldete er sich dort kurz vor Kriegsende noch zum Volkssturm, wobei ihm jedoch nur blieb, vor der Roten Armee nach Neuruppin zu flüchten; dort schloss er sich der kommunistischen Partei an und wurde Mitglied im Antifaschistischen Jugendausschuss. Er arbeitete zwischen 1949 und 1950 als Rundfunkredakteur beim Landessender Potsdam des Berliner Rundfunks, wo er seine ersten journalistischen Erfahrungen sammeln konnte. Weil er fakten- und nicht linientreu sein wollte, konnte er bald keine Beiträge mehr veröffentlichen. In dieser für ihn schwierigen Situation griff er zur Bibel und lernte so Gott kennen. Nach seiner Flucht in den Westen studierte er Evangelische Theologie am theologischen Seminar der Evangelisch-methodistischen Kirche (EmK) in Frankfurt. Anschließend war er bis 1956 als Pastor der Evangelisch-methodistischen Kirche in Berlin, danach für drei Jahre in gleicher Funktion in Wien und schließlich in Wetzlar tätig. In Wien kümmerten sich seine Frau und er um ungarische Flüchtlinge, 250 Personen waren zeitweilig in der Methodistenkirche untergebracht.
Ab 1960 war er maßgeblich am Aufbau des Evangeliums-Rundfunks (ERF) in Wetzlar beteiligt, den er bis 31. Dezember 1993 leitete. Sein Nachfolger wurde Jürgen Werth. Von 1993 bis 1998 war Marquardt als Internationaler Direktor des Radio-Missionswerks Trans World Radio (TWR) zuständig für Afrika, den Nahen Osten und die Länder der ehemaligen Sowjetunion. Er gründete 1970 die evangelikale Nachrichtenagentur idea e.V. und war bis 2017 deren Vorsitzender. 1975 begründete er die Konferenz Evangelikaler Publizisten (KEP), die heute Christliche Medieninitiative pro heißt. Sein Ziel war es, junge Christen für Mediennutzung, Berichterstattung und weitere journalistische Tätigkeiten auszubilden. Von 1973 bis 1986 war er Sprecher der ARD-Fernsehsendung „Das Wort zum Sonntag“.
Marquardt engagierte sich in verschiedenen Gremien christlicher Organisationen, wie dem Hauptausschuss Rundfunk und Fernsehen des Gemeinschaftswerks der Evangelischen Publizistik (GEP), von 1969 bis zum Erreichen der Altersgrenze im Hauptvorstand der Deutschen Evangelischen Allianz, dem Evangelischen Seniorenwerk (ESW) und bis 2007 im Vorstand des Instituts für Islamfragen (IfI). Er war Mitbegründer und von 1986 bis 1999 Vorsitzender und später Ehrenvorsitzender der Lausanner Bewegung in Deutschland. Von 1999 bis 2017 war er Vorsitzender und danach Ehrenvorsitzender des seit 1999 alle zwei Jahre stattfindenden Kongresses christlicher Führungskräfte (KcF), den er zusammen mit Jörg Knoblauch aufbaute. Er gilt als Pionier und Vordenker der evangelikalen Publizistik in Deutschland.
Auch im Ruhestand produzierte er im Radioprogramm ERF Plus bis Ende 2015 die Sendereihen „Bilanz“, „Brennpunkt Nahost“ und „Reiseeindrücke“. Er wirkte weiterhin beim „Wort zum Tag“ bei ERF Plus mit. In der 1998 begonnenen Sendereihe „Bilanz“ entstanden in dieser Zeit rund 650 Sendungen.
Von Dezember 2018 bis zu seinem Tod im November 2020 betrieb er den Blog „Marquardts Bilanz“, wo er geistliche Impulse veröffentlichte.
Marquardt war seit 1955 mit seiner 2017 verstorbenen Frau Irene verheiratet und wohnte zuletzt in Minden. Das Paar hatte vier Kinder.

## Ehrungen und Auszeichnungen
- Im Jahr 1985 bekam er den Ehrenteller der Stadt Wetzlar verliehen.
- 1998 wurde er mit dem „Brückenbauer-Preis“ der Vereinigung Europäischer Medienorganisationen ausgezeichnet.[11]
- Im September 2010 erhielt er einen Sonderpreis des Medienpreises Goldener Kompass für sein Lebenswerk.[12]

## Schriften
- Die Sprache der Gräber, Hänssler-Verlag Neuhausen-Stuttgart 1973, ISBN 3920345401
- Tips für Radioprediger: Vom Manuskript zum Mikrofon, ERF-Verlag, Wetzlar 1977
- Wer bin ich, Herr? Meditationen über alttestamentliche Texte, R. Brockhaus Verlag, Wuppertal 1982, ISBN 341700425X
- Herr, du treuer Gott – Andachten für jeden Tag, ERF-Verlag, Wetzlar 1999, ISBN 3895623555
- Fit für die Zukunft, zusammen mit Jörg Knoblauch, Brunnen-Verlag, Gießen 2000, ISBN 3765511765
- ... und die Herzen taten sich auf – Bewegende Glaubensgeschichten, R. Brockhaus Verlag, Haan 2001, ISBN 3417112222
- Dora Rappard – Ein Lebensbild, Hörkassette mit Liedern und Texten, Brunnen Verlag, Gießen 2001, ISBN 3765581836
- Mit Werten in Führung gehen – Konzepte christlicher Führungskräfte, zusammen mit Jörg Knoblauch, Brunnen Verlag, Gießen 2001, ISBN 376551232X
- Meine Geschichte mit dem Evangeliumsrundfunk. Warten – Wunder – Wellen, Hänssler-Verlag, Holzgerlingen 2002, ISBN 3775137319
- Werte haben Zukunft – Konzepte christlicher Führungskräfte, zusammen mit Jörg Knoblauch, Brunnen Verlag, Gießen 2003, ISBN 3765513210
- Werte sind Zukunft – Konzepte christlicher Führungskräfte, zusammen mit Jörg Knoblauch, Hänssler-Verlag 2005, ISBN 3775143939
- Mit Werten Zukunft gestalten: Konzepte christlicher Führungskräfte – idea-Dokumentation, Hänssler-Verlag, 2006, ISBN 3775145893